# Sainte-Marie-du-Mont (Mancha)
Sainte-Marie-du-Mont es una población y comuna francesa, situada en la región de Baja Normandía, departamento de Mancha, en el distrito de Cherbourg-Octeville y cantón de Sainte-Mère-Église.

## Historia
Sainte-Marie-du-Mont es conocida por ser escenario de un enfrentamiento militar entre la 101.ª División Aerotransportada de Estados Unidos y la Wehrmacht alemana en el desembarco de Normandía, el 6 de junio de 1944.

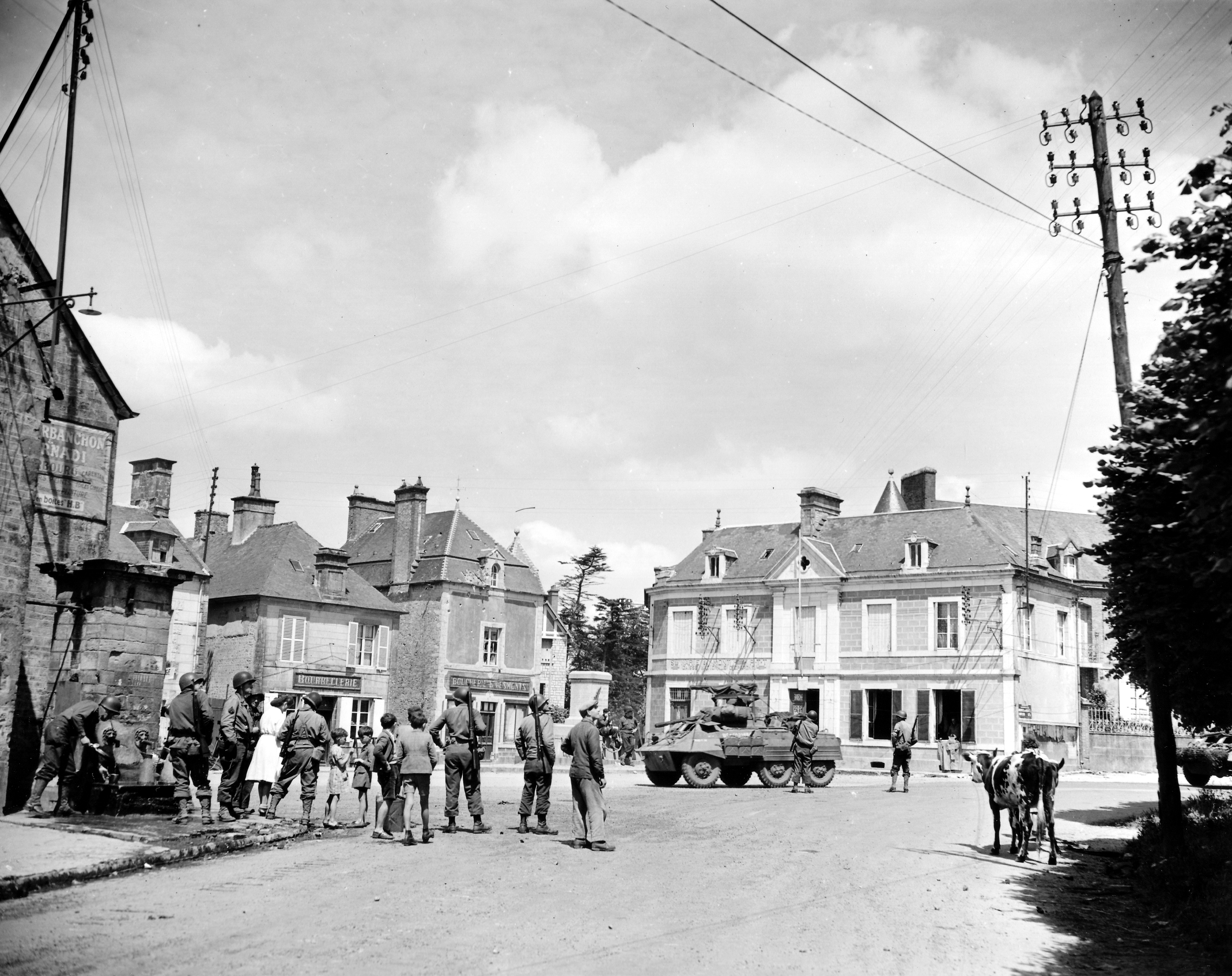
Soldados estadounidenses en Sainte-Marie-du-Mont el 12 de junio de 1944.

El pueblo de Sainte-Marie-du-Mont fue ocupado por sesenta soldados del 191 Regimiento de Artillería (91.ª División de infantería). Los alemanes utilizaron la torre de la iglesia como un puesto de observación y en un día claro pudieron ver todo el camino hacia el mar. Lejos de una invasión esperada cerca de Calais, no esperaban que el pueblo estuviera en el extremo sur de la 'zona de caída' del Día D. Después de un intenso bombardeo costero por parte de los aliados, justo después de la medianoche del 6 de junio de 1944, los primeros paracaidistas estadounidenses saltaron en la oscuridad sobre Normandía. Altamente entrenados, tenían la misión más peligrosa de todas; aterrizar en territorio enemigo.
Los planes eran para tropas del 506.º Regimiento de Infantería de Paracaidistas y el 3.er Batallón del 501.er Regimiento de Infantería de Paracaídas de la 101.ª División Aerotransportada para aterrizar en la "zona c". Aquí, detrás de la playa de Utah, eran responsables de despejar una ruta para miles de soldados que llegaban por mar desde Inglaterra. Un grueso banco de niebla y fuertes disparos de los cañones costeros obligaron a los pilotos a alejarse de sus objetivos y arrojaron a los paracaidistas lejos de sus objetivos, algunos de los cuales se enfrentaron al fuego enemigo mientras aún estaban en el aire. Un buen número se encontró aterrizando dentro y alrededor de Sainte-Marie-du-Mont y luchando rápidamente por sus vidas contra un enemigo tomado por sorpresa.
En la aldea de La Madeleine, se erigió un monumento en honor de los marineros daneses. 800 de ellos participaron en la logística de desembarco en barcos aliados.

## Demografía
| 981 | 896 | 804 | 765 | 779 | 804 |
| Para los censos de 1962 a 1999 la población legal corresponde a la población sin duplicidades (Fuente: INSEE [Consultar]) |     |     |     |     |     |